# Maha Ali Kazmi
Maha Ali Kazmi (urdu: مہا علی کاظمی) (Karachi) é uma cantora e compositora paquistanesa que nasceu e cresceu em Karachi e possui ascendentes da Caxemira. Ela concluiu seu ensino superior na Universidade Monash, em Melbourne na Austrália e, ao retornar ao Paquistão, iniciou sua carreira musical como vocalista de back-up da Cornetto Music Icons em 2013. Ela lançou seu single de estréia chamado Nazar logo depois.

## Biografia
Maha Ali Kazmi nasceu em Karachi, Paquistão, sendo filha de Ali Asghar Raza, engenheiro civil com ascendência na Caxemira e Fátima Ali Asghar. A música é uma herança que lhe foi transmitida pelo artista clássico hindustani Wajid Ali Shah, o ancestral do lado de sua mãe.
Ela começou a cantar e se juntou à sua primeira banda underground aos 16 anos em Karachi. No entanto, depois de terminar o colegial, ela decidiu seguir seus estudos e se mudou para Melbourne.

### Carreira
Após a conclusão de seus estudos, ela retornou a Karachi logo após o qual fez o teste para a Cornetto Music Icons e, a partir de então, Shahi Hasan, da Vital Signs, a selecionou como vocalista de apoio do programa que foi ao ar na ARY Digital. Essa experiência a expôs a trabalhar ao lado de alguns dos maiores nomes da indústria da música no Paquistão, como Rahat Fateh Ali, Ali Azmat, Strings e Alamgir, para citar alguns.
Ela lançou seu primeiro single, Nazar, produzido por Farhad Humayun, vocalista e baterista da banda Overload, de Lahore, em 2013.
Seu segundo single, Jana Nahi, produzido por Shahi Hasan, foi lançado em 2014.
Desde então, ela lançou vários singles que foram muito bem recebidos, incluindo uma colaboração com o mestre da guitarra Aamir Zaki na forma de uma música chamada Aaj Sun Ke Tumara Naam, que foi lançada na um mês como um tributo ao guitarrista paquistanês.